# Isla continental

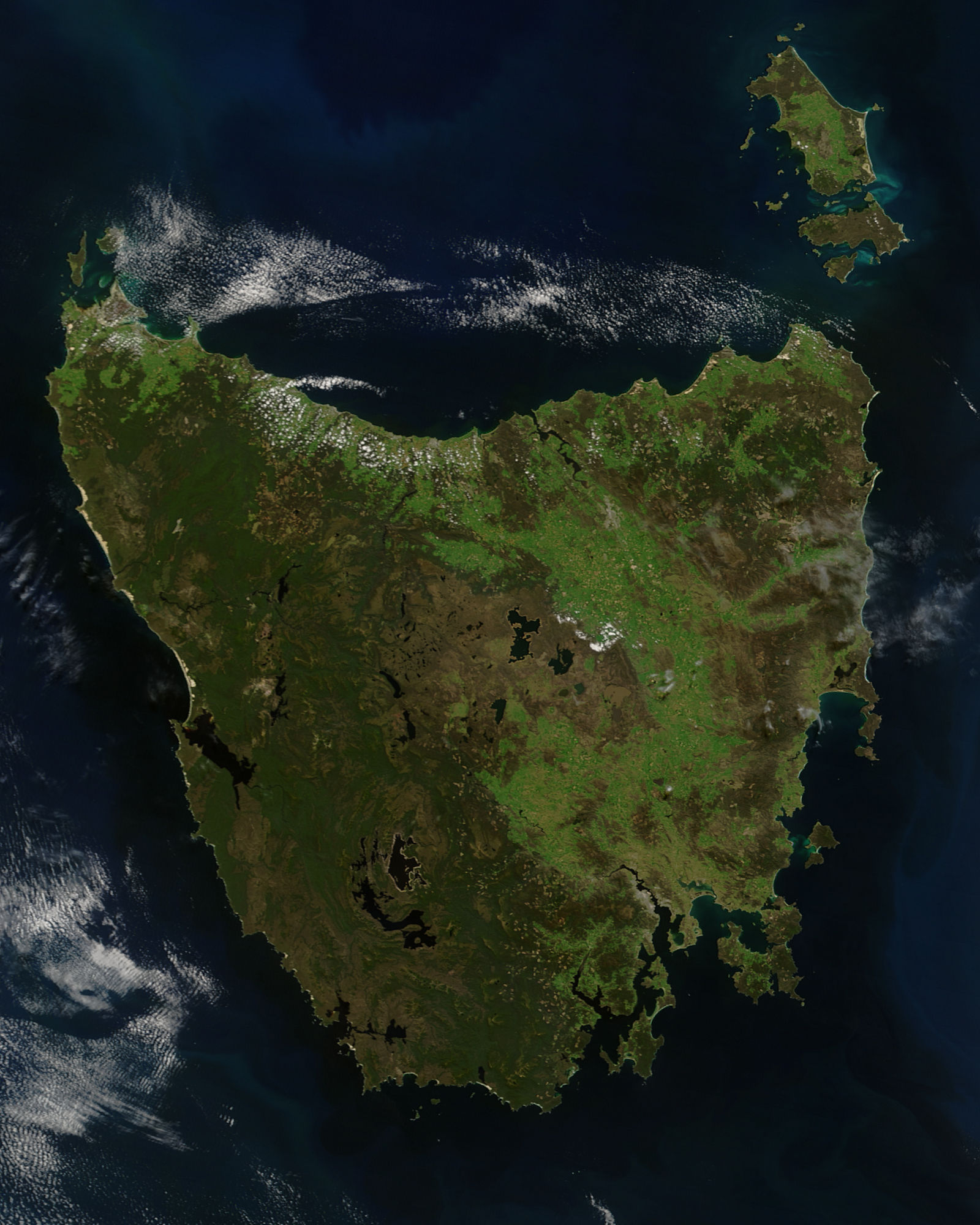
Tasmania visto desde un satélite de la NASA.

Las islas continentales son masas de tierra de corteza continental que normalmente están separadas del cuerpo principal del continente por una franja de mar más o menos amplia. Ejemplos de islas continentales son las Islas Baleares, Groenlandia, Gran Bretaña, Sicilia, Malvinas, Sumatra y Tasmania entre muchas otras. Un tipo especial de isla continental es la isla microcontinental, que son resultado de una elevación de un continente, como es el caso de Madagascar.las islas continentales son aquellas que forman parte de la plataforma continental como la tierra que rodea los golfos.